# Anastasiya Nedobiha
Anastasiya Volodymyrivna Nedobiha –en ucraniano, Анастасія Володимирівна Недобіга– (Lugansk, 20 de abril de 1994) es una deportista ucraniana que compite en saltos de trampolín. Ganó una medalla de bronce en el Campeonato Europeo de Saltos de 2017, en la prueba de trampolín 3 m.

## Palmarés internacional
| Campeonato Europeo | Campeonato Europeo | Campeonato Europeo | Campeonato Europeo |
| Año                | Lugar              | Medalla            | Prueba             |
| ------------------ | ------------------ | ------------------ | ------------------ |
| 2017               | Kiev (Ucrania)     | Medalla de bronce  | Trampolín 3 m      |